# Elnur Məmmədli
Elnur Çingiz oğlu Məmmədli, född 29 juni 1988 i Baku, Azerbajdzjanska SSR, Sovjetunionen, är en azerisk judoka som var flaggbärare för Azerbajdzjan i olympiska sommarspelen 2012. 
Hans främsta merit är ett OS-guld från olympiska sommarspelen 2008 i Peking, när han besegrade Wang Ki-Chun i finalen, som dock hade ådragit sig en fraktur i revbenen från kvartsfinalen mot Leandro Guilheiro, Brasilien. I olympiska sommarspelen 2012 åkte han ut i första omgången mot kanadensaren Antoine Valois-Fortier, som senare tog brons.